# Hati (maan)
Hati is een retrograde maan van Saturnus. De maan is ontdekt op 4 mei 2005 door Scott S. Sheppard, David Jewitt, Jan Kleyna, en Brian Marsden, van observaties gedaan tussen 12 december 2004 en 11 maart 2005. Met een rotatieperiode van 5,5 uur heeft Hati de kortste omwentelingstijd van alle Saturnusmanen voor zover bekend.

## De naam
De maan is genoemd naar de wolf Hati, uit de Noorse mythologie. Andere namen voor deze maan zijn S/2004 S14 en Saturnus XLIII.